# Église Saint-Nicolas de Sibnica
Pour les articles homonymes, voir Église Saint-Nicolas.
L'église Saint-Nicolas de Sibnica (en serbe cyrillique : Црква Светог Николе у Сибници ; en serbe latin : Crkva Svetog Nikole u Sibnici) est une église orthodoxe serbe située à Sibnica sur le territoire de la Ville de Belgrade et dans la municipalité de Sopot en Serbie. Elle est inscrite sur la liste des monuments culturels protégés de la république de Serbie (identifiant no SK 1956) et sur la liste des biens culturels de la ville de Belgrade.

## Présentation
L'église a été construite entre 1931 et 1933 sur des plans de Vassily Androsov (1872-1943), l'un des plus importants architectes russes vivant et travaillant en Serbie à l'époque. On lui doit par exemple le bâtiment de la poste principale de Belgrade et l'église de la Sainte-Trinité de Leskovac.
L'église s'inscrit dans un plan tréflé. Au centre, elle est surmontée d'un dôme octogonal reposant sur un tambour carré ; au-dessus de narthex s'élève une tour-clocher carrée. Les façades sont richement ornées de bandes polychromes dans l'esprit de l'école moravienne médiévale. Par son style et sa décoration, l'église est caractéristique du style serbo-byzantin qui s'est développée dans le pays à partir de la fin du XIXe siècle.
À l'intérieur se trouve une iconostase provenant d'une église plus ancienne ; elle a été peinte en 1870 par Dimitrije Posniković.        